# Aotus mollis
Aotus mollis är en ärtväxtart som beskrevs av George Bentham. Aotus mollis ingår i släktet Aotus och familjen ärtväxter. Inga underarter finns listade i Catalogue of Life.